# Плитус Андрій Романович
Андрі́й Рома́нович Пли́тус ( позивний "Леміш" 11 грудня 1992, Мозолівка, Надвірнянський район, Івано - Франківська область, Україна — 6 травня 2024, Діброва, Сєверодонецький район,  Луганська область, Україна) — сержант Збройних Сил України,  учасник російсько-української війни, ветеран АТО

## Життєпис
Народився 11  травня 1992 р. в Мозолівка на  Прикарпатті.  Навчався у Надвірнянській школі №1, опісля – Івано-Франківське вище професійне училище сервісного обслуговування техніки та Національний університет «Львівська політехніка» за напрямом «Системна інженерія». 
У 2015 році вступив до полку «Азов». Був зв’язківцем, згодом перейшов у мінометний підрозділ. Брав участь у АТО/ООС. Захищав Широкине, Чермалик, Гранітне, воював на Світлодарській дузі.  
З початку повномасштабного вторгнення боронив Маріуполь. Служив у 2-му батальйоні спеціального призначення. Був заступником командира батареї по роботі з особовим складом 
3 місяці разом з побратимами тримав оборону на «Азовсталі», після чого потрапив у полон та був звільнений з полону  6 травня 2023 року Після звільнення з полону боєць знову повернувся на службу та став заступником командира батареї по роботі з особовим складом мінометної батареї 2-го батальйону спеціального призначення.
Загинув 6 травня 2024 року під час виконання бойових завдань на території Серебрянського лісництва у районі населеного пункту Діброва Сєверодонецького району Луганської області. 
Похорон відбувся 13 травня 2024 року. Похований у рідному селі..

## Вшанування пам'яті
- 24 жовтня 2024 на фасаді Надвірнянського ліцею №1 імені В'ячеслава Максимовича Чорновола відкрито меморіальну дошку в його пам`ять [3].

## Нагороди
- медаль  ООС «За звитягу та вірність»
- «За участь в антитерористичній операції»
- «За заслуги перед Надвірнянщиною»[4]
- орден «За мужність» ІІІ ступеня, [5]
- орден «За мужність» ІІ ступеня [1]